# マヌエル・ベラスケス
マヌエル・ベラスケス（Manuel Velazqez, 1917年2月20日 - 2014年4月4日）はプエルトリコに生まれ、アメリカ合衆国本土に在住していた楽器製作者。
最初は家具職人からスタートし、ヴァイオリンやギターの修理を経て後に、本格的にギターを製作しはじめる。アメリカに移住後はギター製作の指導も行い、アメリカのギター製作学校の父と呼ばれていた。
1960年代の少し小ぶりなタイプはハウザーに音質が良く似ていて、現在でも高い評価を得ている。1970年代から1980年代はアメリカ人の体格に合わせて大型になっている。この頃の楽器はハウザーに影響されていて、1960年代の名残も見受けられる楽器だが、それよりもパワーを求めた楽器といえる。
また、当時の日本でもギターに音量を求め、日本の輸入代理店が音量のある楽器をと注文したためにサイズを大きくした作品を製作している。しかし、サイズを大きくした分、大味な楽器になり、従来の60年代の良さが失われ、評価を下げてしまう。そのため、1980年代後半から再び1960年代のようなサイズに戻し、現在の高評価を得る楽器になり、この頃から価格が急上昇している。
晩年はかなりの高齢のため製作本数が少なく、入手が非常に困難となっていた。